# 교황 로마노
교황 로마노(라틴어: Romanus PP., 이탈리아어: Papa Romano)는 제114대 교황(재위: 897년 8월 - 897년 11월)이다.
로마노는 오늘날 이탈리아 치비타카스텔라나 인근에 있는 갈레세에서 태어났다. 897년 교황 스테파노 6세가 살해당한 후 교황으로 선출되었으며, 그가 재임하는 동안 교회 안팎은 무질서하였으며, 정치적으로도 이탈리아의 여러 파벌이 난립하여 서로 대립하였다. 특히 교황 포르모소에 대한 사후 재판을 둘러싸고 로마의 여론은 둘로 갈라져 있었다. 로마노는 전임 교황 스테파노 6세의 모든 정책 및 교령을 전면 무효화하였으나, 포르모소의 신원을 복권시켜 그가 집전한 서품을 유효한 것으로 결정하기에는 아직 시기 상조였다.
4개월이라는 짧은 기간 동안 재임한 로마노는 동시대 역사가 플로도아르트로부터 도덕적인 교황으로 평가받았지만, 897년 반대파에 의해 폐위당해 수사로서 자신의 삶을 마감하였다.